# Oxira serrata
Oxira serrata là một loài bướm đêm trong họ Noctuidae.